# Danganronpa – The Animation
Danganronpa – The Animation (japanisch ダンガンロンパ 希望の学園と絶望の高校生 The Animation Danganrompa Kibō no Gakuen to Zetsubō no Kōkōsei The Animation) ist eine Anime-Adaption der Visual Novel Danganronpa: Trigger Happy Havoc der Computerspielreihe Danganronpa von Spike Chunsoft. Sie umfasst auch einen Manga und eine Light Novel. Wie die Spielreihe sind die Werke den Genres Action, Horror, Mystery und Thriller zuzuordnen.

## Inhalt
An die Hope’s Peak Privatakademie kommen nur die besten Schüler der vorherigen Jahrgangsstufen, die von der Akademie eigens ausgewählt werden. Zusätzlich wird jedoch immer auch ein durchschnittlicher Schüler durch das Los bestimmt, der zusammen mit den anderen die Schule besuchen darf. In diesem Jahr fällt das Los auf Makoto Naegi, der sich nun wahnsinnig darauf freut auf diese besondere Schule gehen zu dürfen. Doch am ersten Tag wird er ohnmächtig und wacht in einem anderen Raum in der Schule auf. Den anderen, die er in der Turnhalle trifft, erging es ähnlich. Auf der Bühne tritt ein schwarz-weißer Bär auf, der erklärt der Direktor der Schule zu sein. Alle Schüler seien nun auf ewig in der Schule gefangen. Der einzige Weg heraus ist es, einen anderen zu ermorden ohne ertappt zu werden. Die Jugendlichen reagieren erschrocken, aber dann sehr unterschiedlich auf ihre Situation. Widerstand und Flucht stellen sich schnell als aussichtslos dar und auch bei Verweigerung droht ihnen der Tod oder ihren Angehörigen stößt etwas zu.
Als es schließlich zum ersten Mord kommt treten alle zur gemeinsamen „Gerichtsverhandlung“ zusammen, bei der Makoto Naegi der Hauptverdächtige ist. Bei der Verhandlung gilt es, den wahren Mörder ausfindig zu machen. Gelingt das, muss der Mörder sterben. Gelingt es nicht, kommt der Mörder frei und alle anderen werden getötet.

## Anime-Fernsehserie
Unter der Regie von Seiji Kishi entstand beim Studio Lerche 2013 eine 13-teilige Animeserie für das japanische Fernsehen. Hauptautor war Makoto Uezu, der zusammen mit Osamu Murata, Satoko Sekine und Tōko Machida auch die Drehbücher schrieb. Für das Charakterdesign war Kazuaki Morita verantwortlich und künstlerische Leiter waren Ayumi Miyakoshi und Kazuto Shimoyama. Diese erste Staffel wurde vom 4. Juli bis 26. September 2013 von MBS in Japan gezeigt. Eine deutsche Fassung wurde von FilmConfect veröffentlicht, eine englische von Madman Entertainment und Funimation. Außerdem wurde der Anime von Animax Asia auf Englisch ausgestrahlt und von Wakanim mit französischen Untertiteln gestreamt.

### Synchronisation
Die deutsche Synchronfassung entstand bei TNT Media.
| Rolle              | japanischer Sprecher (Seiyū) | deutscher Sprecher                                          |
| ------------------ | ---------------------------- | ----------------------------------------------------------- |
| Monokuma           | Oyama Nobuyo                 | Santiago Ziesmer                                            |
| Makoto Naegi       | Megumi Ogata                 | Philip Süß                                                  |
| Kyōko Kirigiri     | Yōko Hikasa                  | Franciska Friede (1x01–1x07) Johanna Dost (1x08–1x13)       |
| Aoi Asahina        | Chiwa Saitou                 | Sarah Alles                                                 |
| Byakuya Togami     | Akira Ishida                 | Amadeus Strobl (1x01–1x03) Christopher Kohn (1x04–1x13)     |
| Tōko Fukawa        | Miyuki Sawashiro             | Alice Bauer                                                 |
| Yasuhiro Hagakure  | Masaya Matsukaze             | Christopher Kohn (1x01–1x03) Sebastian Kluckert (1x04–1x13) |
| Junko Enoshima     | Megumi Toyoguchi             | Peggy Pollow                                                |
| Sakura Ogami       | Wakako Matsamoto             | Franziska Pigulla                                           |
| Alter Ego          | Kouki Miyata                 | Jamie Lee Blank                                             |
| Celestia Ludenberg | Hekiru Shiina                | Runa Aléon                                                  |
| Hifumi Yamada      | Kappei Yamaguchi             | Benno Lehmann                                               |
| Kiyotaka Ishimaru  | Kōsuke Toriumi               | Fabian Kluckert                                             |
| Mondo Owada        | Kazuya Nakai                 | Finlay Kühn                                                 |
| Chihiro Fujisaki   | Kouki Miyata                 | Jamie Lee Blank                                             |
| Leon Kuwata        | Takahiro Sakurai             | Patrick Keller                                              |
| Mukuro Ikusaba     | Megumi Toyoguchi             | Peggy Pollow                                                |
| Sayaka Maizono     | Makika Ōmoto                 | Jennifer Weiß                                               |

### Musik
Die Musik stammt von Masafumi Takada. Der Anime hat die beiden Vorspannlieder Never Say Never von TKDz2b feat. The 49ers und Monokuma Ondo (モノクマおんど) von Nobuyo Oyama sowie die Abspanntitel Zetsubōsei: Hero Chiryōyaku von Suzumu feat. Soraru und Saisei -rebuild- (再生 -rebuild-) von Megumi Ogata. Während der zweiten Folge findet außerdem das Lied Negaigoto Ensemble (ネガイゴトアンサンブル) von Makiko Ohmoto Verwendung.

## Buch-Veröffentlichungen
Ab März 2013 erschien im Magazin Gekkan Shōnen Ace eine Manga-Fassung des Animes von Takashi Tsukimi. Die Serie wurde im Juli 2014 abgeschlossen. Der Verlag Kadokawa Shoten brachte die Kapitel auch gesammelt in vier Bänden heraus. Eine deutsche Übersetzung des Mangas erschien zwischen Mai und November 2017 vollständig bei Egmont Manga. Eine englische erscheint bei Dark Horse Comics und eine spanische bei Editorial Ivréa.
Ebenso bei Kadokawa Shoten erschien im September und Dezember 2013 eine zweiteilige Roman-Adaption des Stoffs, geschrieben von Ryo Kawakami.

## Danganronpa 3
Im Jahr 2016 folgte eine weitere Serie namens Danganronpa 3: The End of Hope’s Peak High School mit 24 Folgen zusammen mit einer OVA. Die Serie ist in zwei Hälften Despair Arc und Future Arc aufgeteilt. Die erste Hälfte erzählt die Vorgeschichte zu den ersten beiden Spiele der Danganronpa-Reihe, die zweite Hälfte ist eine Fortsetzung zum zweiten Spiel der Reihe Danganronpa 2: Goodbye Despair. Eine letzte Folge, der Hope Arc, schließt den Anime ab. Danganronpa 3 entstand beim gleichen Studio wie Danganronpa – The Animation und erneut mit Regisseur Seiji Kishi, jedoch mit Hauptautor Norimitsu Kaihō. Für den Despair Arc war Kazuaki Morita Charakterdesigner und Eiji Wakamatsu künstlerischer Leiter. Für den Future Arc und den Hope Arc war Ryoko Amisaki für das Charakterdesign verantwortlich. Die Ausstrahlung des Future Arc startete am 11. Juli 2016, die des Despair Arc am 14. Juli. Beide wurden bei den Sendern AT-X, Nippon BS und Tokyo MX gezeigt, sodass der Zuschauer die Folgen der beiden Serien stets abwechselnd sah. Außerhalb Japans wurden die Folgen von Animax Asia ausgestrahlt und von AnimeLab, Funimation Entertainment und Wakanim per Streaming veröffentlicht.
Im Despair Arc ist der Vorspann mit dem Lied Kami Iro Awase (カミイロアワセ) von binaria unterlegt und der Abspann mit Zettai Kibō Birthday (絶対希望バースデー) von Megumi Ogata. In der 7. Folge wird das Lied Tsubasa o Kudasai (翼をください) von Megumi Toyoguchi verwendet. Der Vorspanntitel des Future Arc ist Dead or Lie von Maon Kurosaki feat. Trustick und das Abspannlied ist Recall The End von Trustick.